# التمييز ضد الملحدين

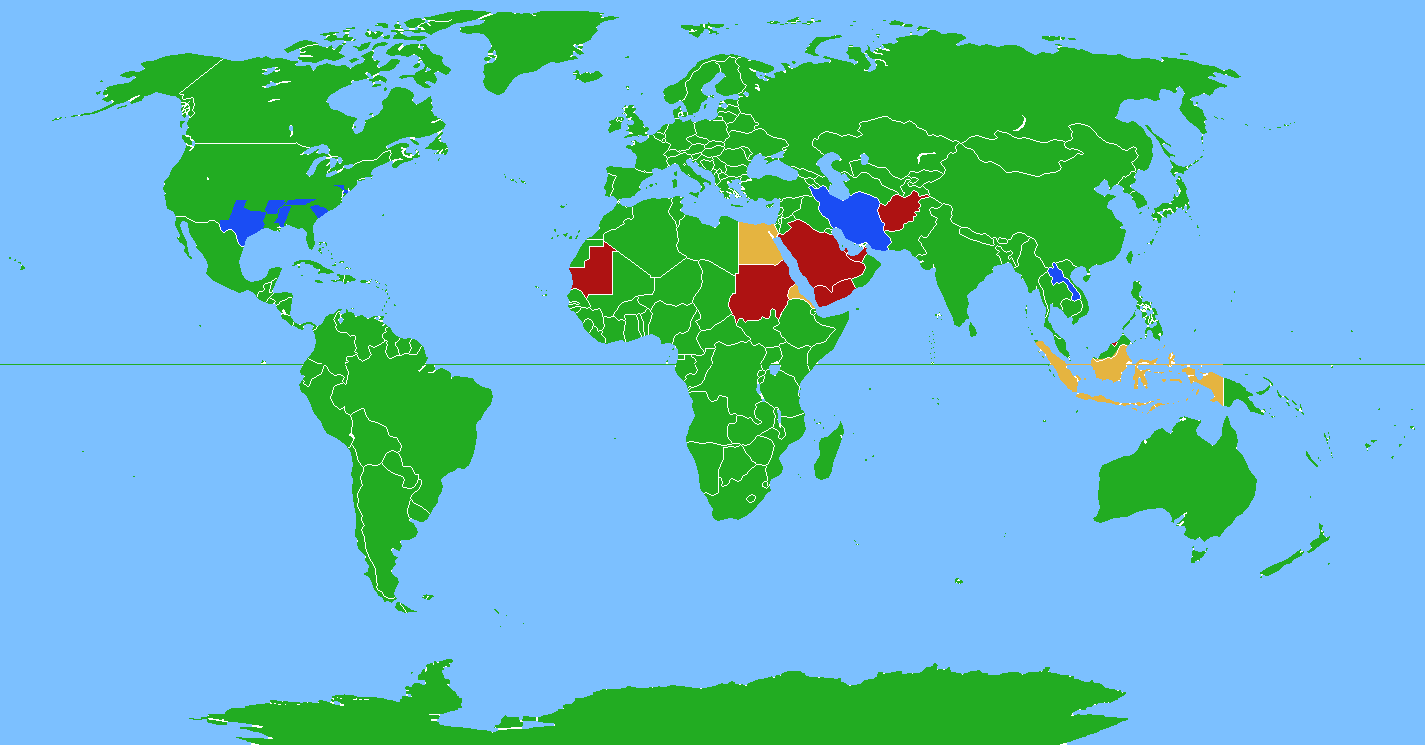

التمييز ضد الملحدين، بما في ذلك الاضطهاد والتمييز بحق الملحدين. فلا نجد في الديمقراطيات الدستورية، تمييزا بحق الملحدين، ولكن بعض الملحدين والمجموعات الالحادية في الولايات المتحدة تحديدا، اعترضوا على بعض قوانين، مؤسسات، وتنظيمات بسبب تمييزها. وفي بعض البلدان الإسلامية، يواجه الملحدين التمييز بما فيه خسارة الوضع القانوني وحتى الحكم بالموت في حالة الارتداد.
في بعض البلدان ذات الأغلبية المسلمة، يواجه الملحدون الاضطهاد وعقوبات شديدة مثل انسحاب الوضع القانوني، أو في حالة الردة، أو عقوبة الإعدام.

## التاريخ
تعرض الملحدين على مدى قرون للعديد من الأحكام والمضايقات والتفرقة بسبب عدم ايمانهم بجود الآلهة وذلك منذ بداية القرن الثامن عشر، واستمر هذا على يد الكنيسة والحكومات المختلفة. وكذلك خلال الحقبة النازية بسبب اتهام الملحدين بالشيوعية واليسارية، فتم التنكيل بالملحدين.

### العصور القديمة
حاجج الباحثون بشأن وجود بعض الملامح الصغيرة وغير المتطورة من الإلحاد في العالم القديم، ولكن ليس بالمعنى الحديث للكلمة لأن الناس لم يطوروا لغة من أجل التعبير عن عدم الاعتقاد؛ فلم تكن المعتقدات الإيمانية في الحضارة اليونانية خلال القرن الخامس قبل الميلاد، نشطة للغاية في الحياة العامة بنفس الطريقة التي عليها اليوم في العالم الحديث، وكان الإيمان بتعددية الآلهة من الأسباب التي حالت دون وضع معتقدات أي ديانة أو ثقافة في مركز الصدارة. وقد أشار لوسيان فيفر إلى أنه لا توجد قابلية للتفكير في الإلحاد بمعناه الواضح قبل القرن السادس عشر، وذلك بسبب التدين العميق في ذلك العصر. وتوافق كارين أرمسترونج على هذا الرأي، فترى أن الدين كان مهيمنًا على حياة كل فرد من الرجال والنساء منذ الولادة والمعمودية وحتى الموت والدفن في فناء الكنيسة. كان كل نشاط في الحياة اليومية، والذي تتخلله أجراس الكنيسة من أجل دعوة المؤمنين إلى الصلاة، مشبعًا بالمعتقدات والعادات الدينية: فقد سيطروا على الحياة العامة والمهنية؛ حتى النقابات والجامعات كانت بمثابة مؤسسات دينية. وحتى إذا استطاع رجل بشكل استثنائي أن يصل للموضوعية المطلوبة للتشكك في طبيعة الدين ووجود الله، فإنه لن يجد أي دعم في فلسفة أو علم عصره على السواء. وهدد هؤلاء الذين أنكروا وجود إله محلي، استناد السلطة الحكومية على مفهوم الحق الإلهي. وكان هؤلاء الذين صُنفوا على أنهم ملحدين بمن في ذلك المسلمين والمسيحيين الأوائل، بمثابة نتيجة لاستهداف الاضطهاد القانوني في ذلك الوقت.

### الإصلاح الديني وأوائل العصر الحديث
استُخدم مصطلح (ملحد) خلال أوائل العصر الحديث بوصفه إهانة، وطُبق على مدى واسع من الأشخاص، بمن في ذلك أولئك الذين يتبنون معتقدات لاهوتية مخالفة، بالإضافة إلى أولئك الذين أقدموا على الانتحار، والأشخاص غير الأخلاقيين أو المتساهلين مع أنفسهم، وحتى أولئك الذين عارضوا الاعتقاد في السحر. ونظر الفلاسفة من أمثال توما الأكويني إلى المعتقدات الإلحادية بوصفها تمثل تهديدًا للنظام والمجتمع. وقال العالم ورجل القانون توماس مور بضرورة امتداد التسامح الديني ليشمل الجميع عدا أولئك الذين لا يؤمنون بالألوهية أو بخلود الروح. ويُحاجج جون لوك، الذي يُعتبر مؤسس المفهوم الحديث للحرية الدينية، بأنه لا ينبغي منح حقوق المواطنة بشكل كامل إلى الملحدين (بالإضافة إلى الكاثوليكيين والمسلمين).
تعرض العديد من الذين اتُهموا بالإلحاد أو التجديد أو كلاهما، خلال محاكم التفتيش، إلى التعذيب أو الإعدام. واشتمل ذلك على الكاهن جوليو سيزار فانيني الذي خُنق وحُرق في عام 1619، والنبيل البولندي كازمير ليشنسكي الذي أُعدم في وارسو، بالإضافة غلى إتيان دوليت وهو فرنسي أُعدم في عام 1546. وعلى الرغم من التبشير مثل الضحايا الملحدين خلال القرن التاسع عشر فيرى الباحثون الحديثون أن المعتقدات التي اعتنقها دوليت وفانيني لا تعتبر معتقدات إلحادية بالمعنى الحديث للمصطلح.

### الحقبة الحديثة

#### العصر الفيكتوري البريطاني
كان الملحدون البريطانيون خلال القرن التاسع عشر على الرغم من قلة عددهم، خاضعين لممارسات تمييزية. فقد طُرد الشاعر بيرسي بيش شيللي من جامعة أكسفورد ورُفضت حضانته لطفليه بعد نشره كُتيب بعنوان (ضرورة الإلحاد). ولم يتمكن هؤلاء الذين كرهوا أداء القسم المسيحي خلال الإجراءات القضائية، من تقديم الأدلة في المحكمة من أجل تحقيق العدالة، حتى نقضت القوانين التي صدرت في عام 1869 و1870 هذا الشرط. انتُخب الملحد تشارلز برادلو كعضو في البرلمان البريطاني في عام 1880. وحُرم من حق التصويت، وأدى القسم بموجب منصبه، وبعد ذلك حُرم من القدرة على أداء القسم، بسبب اعتراض الأعضاء الآخرون لأنه قال بنفسه أن ذلك لا معنى له. أُعيد انتخاب برادلو ثلاث مرات قبل أن يتمكن في النهاية من شغل مقعده في عام 1886 عندما سمح له رئيس مجلس النواب بأداء القسم.

#### ألمانيا النازية
صرح مرسوم صادر في عام 1933 خلال الحقبة النازية في ألمانيا، بأنه لا ينبغي على الاشتراكي الوطني أن يعاني من الأذى... على أساس أنه لا يشغل أي مهنة دينية على الإطلاق. ومع ذلك فقد عارض النظام بقوة الشيوعية التي لا تؤمن بإله، وحظر في نفس العام كل المنظمات الإلحادية الألمانية ومنظمات الفكر الحر اليساري إلى حد كبير، مثل رابطة المفكرين الأحرار الألمانية (التي بلغ عدد أعضائها 500,000)؛ وتسامح النازي مع بعض الجماعات اليمينية حتى منتصف ثلاثينيات القرن العشرين. وزعم هتلر في خطاب ألقاه عام 1933 أنه قد أنهى الحركة الإلحادية.

### الوقت الحاضر

#### حقوق الإنسان
صُممت المادة رقم 18 من الإعلان العالمي لحقوق الإنسان، من أجل حماية الحق في حرية الفكر والوجدان والدين. وصرحت لجنة حقوق الإنسان التابعة للأمم المتحدة في عام 1993 أن المادة رقم 18 من المعاهدة الدولية في الحقوق السياسية والمدنية، تحمي كل من المعتقدات الإلهية وغير الإلهية والإلحادية، بالإضافة إلى الحق في عدم الاعتراف بأي دين أو معتقد. وصرحت اللجنة علاوة على ذلك أن حرية اعتناق دين أو معتقد ما والانتماء له، تستلزم بالضرورة وجود حرية في اختيار الدين أو المعتقد، بما في ذلك الحق في تغيير الشخص لدينه أو معتقده الحالي بدين أو معتقد آخر أو تبنيه لآراء إلحادية. ويُمنع الموقعون على الاتفاقية من استخدام التهديد بالقوة البدنية أو العقوبات الجزائية من أجل إجبار المؤمنون وغير المؤمنون على الارتداد عن معتقداتهم أو تبديلها. ومع ذلك يعاني الملحدين حتى الآن من الاضطهاد في بعض المناطق من العالم.

#### الدول الغربية
تفترض نظريات الديمقراطية الدستورية الحديثة، أن المواطنين يتمتعون بالاستقلال الفكري والروحي، ويجب على الحكومات أن تترك مسائل الاعتقاد الديني إلى الأفراد دون إجبار على اعتناق معتقدات دينية سواء باستخدام العقوبات أو المزايا. تقدم الدساتير ومعاهدات حقوق الإنسان وتشريعات الحرية الدينية في معظم الديمقراطيات الدستورية، الحماية القانونية للملحدين واللاأدريين. بالإضافة إلى ذلك تساعد بنود حرية التعبير والتشريع الخاص بفصل الكنيسة عن الدولة، على حماية حقوق الملحدين أيضًا. ونتيجة لذلك لا يُعد التمييز القانوني المفتوح ضد الملحدين من الأمور الشائعة في معظم البلدان الغربية. ومع ذلك يوجد في البلدان الغربية تحيزًا ضد الملحدين. فقد وجدت دراسة أجرتها جامعة كولومبيا البريطانية في الولايات المتحدة، أن المؤمنين لا يثقون بالملحدين بنفس قدر عدم ثقتهم بالمغتصبين. وأظهرت الدراسة أيضًا أن الملحدين لديهم فرص عمل أقل.

## في الحقبة المعاصرة

### أوروبا
الديمقراطيات الدستورية أكدت حق المواطنين في الحرية الفكرية والروحية وحرية المعتقد ما أمن الحماية القانونية للملحدين واللادينين. وكذلك ضمنت حرية الرأي والتعبير من خلال فصل الدين عن الدولة ما أمن حماية حقوق الملحدين. لذا لا يوجد تمييز كبير ضد الملحدين واللادينيين في البلدان الغربية. وكذلك ظهرت بعض المنظمات الالحادية ووصل بعضهم للبرلمان.

### أمريكا
عملت مجموعات إنسانية علمانية في كندا من أجل العلمانية الكاملة، وفي الولايات المتحدة يقول بعض الملحدين أنهم تعرضوا للتمييز، وكذلك بسبب أن سبعة ولايات تحمل في دستورها ملامح دينية وحتى في شعارات الولايات المتحدة وغيرها. كما أنه لا يقبل بالملحدين في الكشافة، وهناك ممارسات دينية وصلواتية في عدد كبير من المدارس. وكذلك قد حمل بعض رؤساء الولايات المتحدة تمييزا ضد الملحدين مثل جورح بوش وذلك عندما سأله أحد الصحفيين عن حقوق الملحدين أجابه لا أعتقد أن الملحدين يجب أن يكونوا مواطنين... إننا أمة واحدة تحت الله.

### البلدان الإسلامية
يواجه الأفراد الملحدون في معظم الدول ذات الغالبية السكانية المسلمة تفرقة وتمييز وأحيانا محاكمة في بعض الدول الإسلامية. حيث لا يملك المسلمون حرية تغيير دينهم أو أن يصبحوا ملحدين حيث يحكم عليهم بالردة والتي تعني الموت أوالسجن مدى الحياة، وتطبق ثلاث دول هذه العقوبة حاليا. وكذلك تطبق الردة على كل من يخالف القرآن أو يعلن الحاده، وقد طبق هذا الحكم على عدد كبير من العلماء والمعارضين عبر التاريخ.
في إيران واغلب الدول الناطقة في اللغة العربية لا يوجد اعتراف بالملحدين كمواطنين لذا يجب أن يعلنوا أنهم إما مسلمين، مسيحين، يهود أو زرداشتي، حتى يحصل على حقه بالمواطنة. ومعظم الدول تتطلب هذا أيضا مثل الأردن، وأندونيسيا حيث تذكر فيها الطائفة على كافة الأوراق كالهوية والولادة. وفي مصر يخضع الملحدين لمحاكمة السلطة الدينية والقضائية وعلاء حمد الذي اتهم بتهديد الوحدة الوطنية والسلم الاجتماعي. كذلك في تركيا الأوامر الدينية الإلزامية تعتبر تفرقة ضد الملحدين. في الدول الإسلامية وبعض الدول الناطقة في اللغة العربية يتم تعليم الإسلام الزاميا في المدارس العامة والخاصة بغض النظر عن دينه. كذلك يمنع من الملحد من الزواج بامرأة مسلمة، ويمكن ابطال الزواج بسبب ترك الزوج للإسلام. وكذلك لا يمكن للملحد أن يرث. كما لا يستطيع الزواج في الدول التي يغيب عنها الزواج المدني.